# Credo de Nicea
El Credo de Nicea o Símbol de la fe és un dogma de fe dels continguts del cristianisme promulgada en el Concili de Nicea I (325). L'objecte del credo de Nicea era consensuar una definició dels dogmes de la fe cristiana, impedida fins aleshores per l'escassa institucionalització i les fortes variants regionals. L'adversari principal de la doctrina va ser l'arrianisme, un corrent teològic que negava la divinitat de Jesús; altres problemes teològics, especialment trinitaris, no es resoldrien fins al Primer Concili de Constantinoble, quan el caràcter diví de l'Esperit Sant es va afirmar definitivament.

## El credo
El credo presenta els principis bàsics de la fe cristiana d'una manera relativament senzilla, amb la intenció de proporcionar un recurs per memoritzar i proclamar la fe als fidels. Implícitament condemna els errors més difosos, com a mitjà per identificar les possibles dissidències. Modificacions posteriors del credo buscarien donar més precisió a la definició de les heretgies contemporànies.
El Credo de Nicea, símbol de la fe, és acceptat per l'Església Catòlica, les Esglésies Ortodoxes, l'Anglicana, i la majoria de les Esglésies protestants, i representa l'última versió de contingut teològic del cristianisme en la qual ortodoxos i catòlics van estar d'acord.
Per a la gran majoria de les denominacions cristianes, el credo Nicea constitueix la base central i incontrovertible de la fe. La professió del mateix és part de la celebració catòlica i ortodoxa de la missa, i forma part de la proclamació de la majoria de les esglésies protestants; l'Acord de Lausana de 1974 l'inclou com a base de la pràctica evangèlica.
Les denominacions que rebutgen en tot o en part el credo, entre elles mormons, Testimonis de Jehovà, i arrians unitaristes són sovint catalogades per les altres de no cristianes, el que ha provocat agres disputes legals en els Estats Units.

## Text
Creiem en un sol Déu, Pare totpoderós, creador del cel i de la terra, de totes les coses visibles i invisibles.
I en un sol Senyor, Jesucrist, Fill Unigènit de Déu, nascut del Pare abans de tots els segles.
Déu nat de Déu, Llum resplendor de la Llum, Déu veritable nascut del Déu veritable, engendrat, no pas creat, de la mateixa naturalesa del Pare: per ell tota cosa fou creada.
El qual per nosaltres, els homes, i per la nostra salvació davallà del cel.
I, per obra de l'Esperit Sant, s'encarnà de la Verge Maria, i es feu home.
Crucificat després per nosaltres sota el poder de Ponç Pilat; patí i fou sepultat, i ressuscità el tercer dia, com deien ja les Escriptures, i se'n pujà al cel, on seu a la dreta del Pare.
I tornarà gloriós a judicar els vius i els morts, i el seu regnat no tindrà fi.
Crec en l'Esperit Sant, que és Senyor i infon la vida, que procedeix del Pare. I juntament amb el Pare i el Fill és adorat i glorificat; que parlà per boca dels profetes.
I en una sola Església, santa, catòlica i apostòlica.
Professo que hi ha un sol baptisme per perdonar el pecat.
I espero la resurrecció dels morts, i la vida perdurable. Amén.
Text grec
Πιστεύομεν εἰς ἕνα Θεόν πατέρα παντοκράτορα, ποιητὴν οὐρανοῦ καὶ γῆς ὁρατῶν τε πάντων καὶ ἀοράτων·καὶ εἰς ἕνα Κύριον Ἰησοῦν Χριστόν τὸν υἱὸν τοῦ Θεοῦ τὸν Μονογενῆ, τὸν ἐκ τοῦ Πατρὸς γεννηθέντα πρὸ πάντων τῶν αἰώνων, Φῶς ἐκ Φωτός, Θεὸν ἀληθινὸν ἐκ Θεοῦ ἀληθινοῦ, γεννηθέντα οὐ ποιηθέντα, ὁμοούσιον τῷ Πατρί, δι' οὗ τὰ πάντα ἐγένετο·τὸν δι' ἡμᾶς τοὺς ἀνθρώπους καὶ διὰ τὴν ἡμετέραν σωτηρίαν κατελθόντα ἐκ τῶν οὐρανῶν, καὶ σαρκωθένταἐκ Πνεύματος Ἁγίου καὶ Μαρίας τῆς παρθένου, καὶ ἐνανθρωπήσαντα,σταυρωθέντα τε ὑπὲρ ἡμῶν ἐπὶ Ποντίου Πιλάτου, καὶ παθόντα καὶ ταφέντα,καὶ ἀναστάντα τῇ τρίτῃ ἡμέρᾳ κατὰ τὰς γραφάς,καὶ ἀνελθόντα εἰς τοὺς οὐρανοὺς, καὶ καθεζόμενον ἐκ δεξιῶν τοῦ Πατρός,καὶ πάλιν ἐρχόμενον μετὰ δόξης κρῖναι ζῶντας καὶ νεκρούς, οὗ τῆς βασιλείας οὐκ ἔσται τέλος·καὶ εἰς τὸ Πνεῦμα τὸ Ἅγιον, τὸ Κύριον καὶ Ζωοποιόν,τὸ ἐκ τοῦ Πατρὸς ἐκπορευόμενον,τὸ σὺν Πατρὶ καὶ Υἱῷ συμπροσκυνούμενον καὶ συνδοξαζόμενον,τὸ λαλῆσαν διὰ τῶν προφητῶν·εἰς μίαν, ἁγίαν, καθολικὴν καὶ ἀποστολικὴν ἐκκλησίαν·ὁμολογοῦμεν ἓν βάπτισμα εἰς ἄφεσιν ἁμαρτιῶν·προσδοκοῦμεν ἀνάστασιν νεκρῶν. καὶ ζωὴν τοῦ μέλλοντος αἰῶνος. ἀμήν.